# Sengli
Le Lac Sengli est, à une altitude de 5 386 m, le plus haut lac du monde pour des lacs d'une superficie dépassant les 50 km2.
Selon les sources, sa superficie se situe entre 78 km2 et 92 km2.(une triangulation sur google earth donne 81 km2)  Contrairement à la plupart des grands lacs situés sur le plateau tibétain qui sont des lacs salés, le Lac Sengli est un lac d'eau douce.
Il se trouve dans le district de Zhongba, faisant partie de la préfecture de Xigazê, au Tibet en Chine.